# Magdalena Francisca de Guzmán

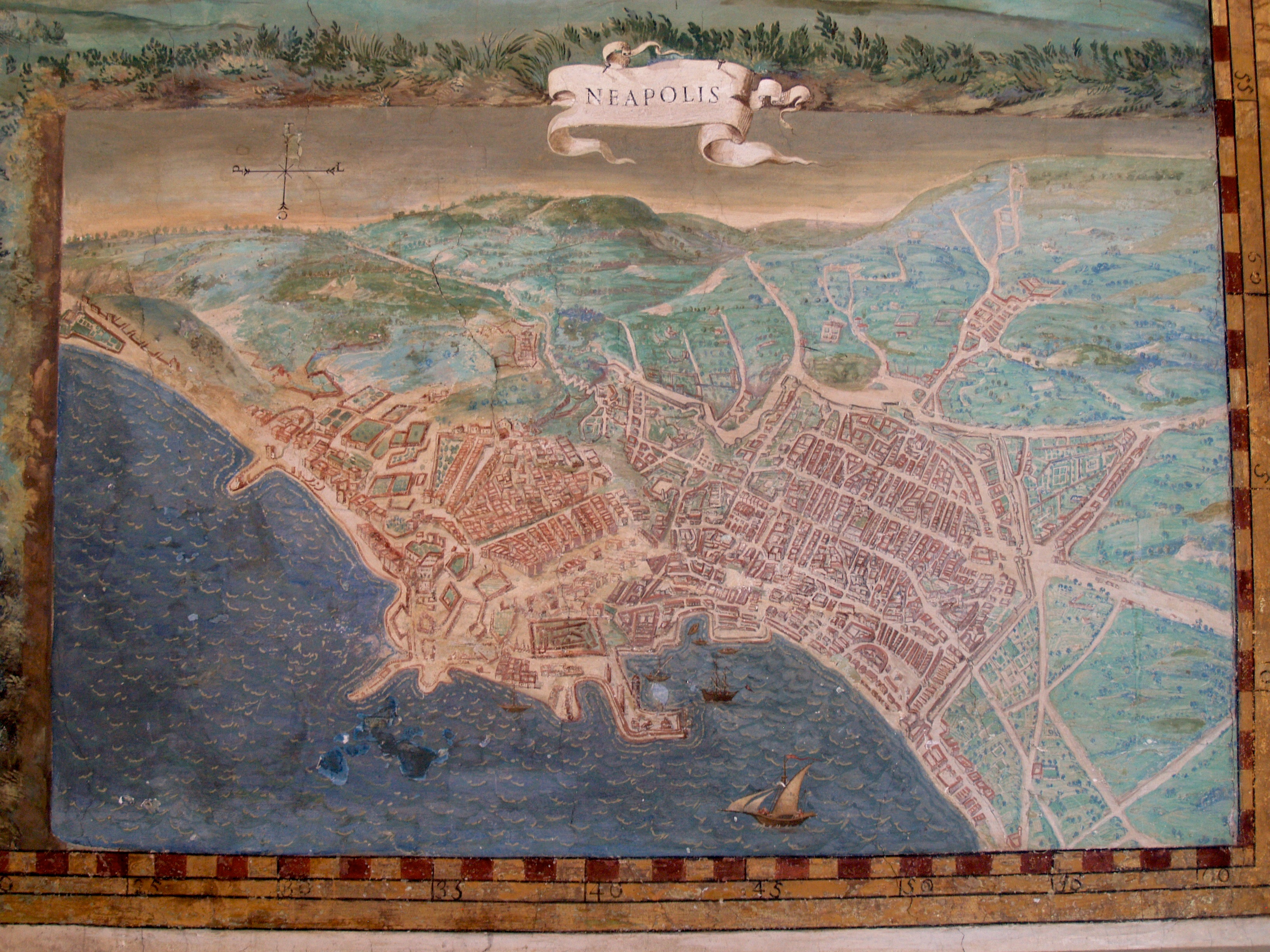
Nápoles en el último cuarto del siglo XVI (Fresco en la Galería de los Mapas de los Museos Vaticanos). Hacia septiembre de 1623, llegaría Magdalena Francisca a esta ciudad acompañando a su esposo Diego Pimentel, general de las galeras en ese reino.

Magdalena Francisca de Guzmán, III condesa de Villaverde fue una dama española.

## Biografía
Fue hija de Tello de Guzmán y Toledo y su segunda esposa, Ana María de Zúñiga, hija de Pedro de Zúñiga, II marqués de Aguilafuente.
Por parte de su familia paterna, pertenecía a una familia de ascendencia toledana y anteriormente de Illescas. Su familia materna era una importante casa nobiliaria, la casa de Zúñiga.
El primero de sus nombres corresponde al de tu tía bisabuela, Magdalena de Guzmán, marquesa [consorte] del Valle, importante cortesana al servicio de la reina Margarita de Austria-Estiria, consorte de Felipe III de España. El segundo de sus nombres pudo imponerse en recuerdo de su abuela paterna Francisca Niño de Guevara.
Magdalena contrajo matrimonio en tres ocasiones, con distintos miembros de la alta nobleza española:
- Casó en primeras nupcias con Miguel de Guzmán, hermano de Manuel de Guzmán y Silva, VIII duque de Medina Sidonia, que murió joven fulminado por un rayo.[2][3]
- En segundas nupcias, el 4 de enero de 1622, con Diego Pimentel,[2] caballero de la Orden de Alcántara y comendador de Mayorga en la orden; hijo de Juan Alonso Pimentel y Enríquez de Herrera, V duque de Benavente, etc. y de su segunda esposa, Mencía de Zúñiga Mendoza y Requesséns, viuda del III marqués de los Vélez. De este matrimonio tendría una hija, que sería su heredera:
  - Mencía de Guzmán y Pimentel (-1658), IV condesa de Villaverde, casada con Luis de Guzmán y Ponce de León (1603-1668), hijo de Rodrigo Ponce de León y Figueroa, III duque de Arcos.
- En terceras nupcias, con el hermano de su primer marido, Miguel Gerónimo Pérez de Guzmán, caballero de Calatrava.[4]

El 25 de agosto de 1623 partió a Nápoles con su segundo marido, Diego Pimentel.Diego había sido nombrado general de las galeras del reino de Nápoles por Felipe IV el 17 de julio de 1622.
Se desconoce la fecha de su muerte.